# Андронов, Евгений Петрович
Евгений Петрович Андронов (23.12.1918 — ?) — участник советского атомного проекта, лауреат Сталинской премии (1951).
Родился 23.12.1918 г. в д. Шиботово Боровичского уезда Новгородской губернии (сейчас — Ленинградской области).
С 1940 г. работал в Ленинграде на заводе № 224 5ГУ НКАП.
С 22.07.1941 на военной службе, с августа того же года слушатель Ленинградской военно-воздушной академии (факультет по спецоборудованию самолетов). После окончания академии направлен в Чернигов, служил в должности начальника цеха авиамастерских, инженера по спецоборудованию. После демобилизации (13.07.1946) вернулся на свой завод, который к тому времени назывался № 470 МАП.
С октября 1948 г. в КБ-11 (ВНИИЭФ): руководитель группы регистрирующих приборов, и. о. заместителя начальника отдела, руководитель группы, зам. начальника отдела, заместитель начальника отделения.
В 1958 г. откомандирован на предприятие п/я 671 (завод «Арсенал», Ленинград).
Лауреат Сталинской премии (1951) — за участие в разработке специальной испытательной аппаратуры. Награждён двумя орденами «Знак Почёта» (1954, 1956) и медалями.